# Rußreiher
Der Rußreiher (Ardea sumatrana) ist eine von Südasien bis in den Norden Australiens vorkommende Reiherart. Sein Lautrepertoire ist für Reiher sehr ungewöhnlich. Der gutturale und tiefe Ruf, der insbesondere während der Nacht zu hören ist, erinnert an die Laute eines erregten Bullens oder Alligators. Er wird in Australien deshalb auch Bull-Heron oder Alligator-Heron genannt. Andere Laute seines Rufrepertoires erinnern an die Laufgeräusche eines kleinen Motors.

## Erscheinungsbild
Der Rußreiher zählt zu den besonders großen Vertretern der Gattung Ardea. Er ist in weiten Teilen seines Verbreitungsgebietes die größte Reiherart, erreicht eine Körpergröße von 110 bis 115 Zentimetern und wiegt zwischen 1.300 und 2.600 Gramm. Es besteht kein Geschlechtsdimorphismus.
Sein Gefieder ist überwiegend graubraun. Die Kehle ist weiß bis weißgrau. Am Hinterkopf bilden verlängerte silbergraue Federn einen kleinen Schopf. Der Schnabel ist groß und lang, auf der Oberseite schwarz und auf der Unterseite weißlichgelb bis grünlich. Die Iris ist gelb bis silberbraun. Die Beine sind olivfarben. Vom Kaiserreiher, dessen Verbreitungsgebiet sich mit dem des Rußreihers partiell überlappt, unterscheidet er sich durch die graue Körperunterseite. Vom Graureiher unterscheidet er sich durch die Größe und das graubraune und nicht graue Gefieder und ebenfalls durch die graue Körperunterseite.
Der Flug ist langsam und schwerfällig. Der Kopf ist dabei in den Nacken zurückgelegt. Die Beine werden nicht angezogen oder nach hinten gestreckt, sondern hängen nach unten. Er fliegt nur selten auf und legt bei Störungen nur ein kurzes Stück im Flug zurück. Fühlt er sich gestört, zieht er sich meist langsam gehend in die Deckung zurück.

## Lebensraum, Verbreitung und Bestand
Der Rußreiher kommt unter anderem im Küstengebiet von Burma, in Thailand, auf den Philippinen, auf Borneo, Sulawesi, Sumatra, Java, Neuguinea sowie an der Küste Nordaustraliens vor und ist überwiegend ein Standvogel. Er ist vor allem ein Küstenbewohner, der besonders in den Mangrovensümpfen zu beobachten ist. Sein Lebensraum wird gekennzeichnet durch hohe Bäume in der Nähe von Nahrungsgründen mit weichem, schlammigen Grund, der regelmäßig von Wasser überspült wird. Im Inland ist er meist in Waldregionen zu finden, beispielsweise entlang von waldgesäumten Flussläufen oder Billabongs. In offenen, nicht baumbestandenen Regionen kommt er in der Regel nicht vor.
Der Rußreiher war im Küstengebiet Asiens einst weit verbreitet, doch sind die Bestände während der letzten fünfzig Jahre stark zurückgegangen. Er fehlt mittlerweile im Küstengebiet Vietnams und Kambodschas. Auf Papua-Neuguinea ist er selten. In Nordaustralien ist er dagegen eine noch verhältnismäßig häufige Art und die Population gilt als stabil. Die weltweite Bestandsgröße ist nicht genau bekannt. Er gilt jedoch als Lebensraumspezialist, der durch Veränderungen seines Lebensraumes bedroht ist.

## Nahrung und Nahrungssuche

Verbreitungsgebiet des Rußreihers

Der Rußreiher sucht normalerweise alleine nach Nahrung. Nur selten kann man ihn in Paaren oder in kleinen Familienverbänden beobachten. Es ist ein ausgesprochen scheuer Vogel, der empfindlich auf Störungen durch den Menschen reagiert. Er sucht seine Nahrung normalerweise in Tidenzonen; während der Flut ruht er. In der Brutzeit ist er überwiegend in der Dämmerung aktiv. Wie für Vertreter der Gattung Ardea typisch sucht er seine Nahrung, indem er sehr langsam das Wasser durchwatet, wobei er selten Gewässertiefen über 30 Zentimetern aufsucht. Es ist bislang nicht gesichert, ob er ein Nahrungsterritorium verteidigt. Zu den Drohgebärden gegenüber Artgenossen, die ihm zu nahe kommen, zählt ein auffälliger Stelzlauf, bei dem die Federhauben gespreizt und das Schwanzgefieder angehoben werden. Die Nahrung besteht überwiegend aus Fisch. Es liegen bislang jedoch keine detaillierten Studien über seine Nahrungsgewohnheiten vor. Der sehr kräftige Schnabel lässt darauf schließen, dass auch Krebse und Muscheln in seinem Nahrungsspektrum eine Rolle spielen.

## Fortpflanzung
Über die Brutbiologie ist nur sehr wenig bekannt.
Der Beginn der Fortpflanzungszeit variiert in Abhängigkeit vom Verbreitungsgebiet: In Australien werden Gelege ganzjährig gefunden, in anderen Regionen seines Verbreitungsgebietes scheint er außerhalb der Monsunzeit zu brüten. Er brütet grundsätzlich allein. Gelegentlich werden jedoch Nester auch in der Nähe zu anderen Vögeln gefunden. Die Nester haben einen Durchmesser von 1,2 bis 1,3 Metern und sind bis zu 30 Zentimeter dick. Sie werden verhältnismäßig niedrig errichtet. Die Gelege scheinen lediglich zwei Eier zu umfassen und meist wird nur ein Jungvogel großgezogen. Bis jetzt wurde ein Nachgelege beobachtet. Es wurde 42 Tage gelegt, nachdem das erste Gelege zerstört wurde.

## Belege

### Einzelbelege
1. ↑  Kuhlan et al., S. 124.
2. ↑  Kuhlan et al., S. 123.
3. ↑  Kuhlan et al., S. 126.
4. ↑  Higgins, S. 966.